# Jan Zarański
Jan Zarański (27. května 1866 Krakov – 14. dubna 1940 Varšava) byl rakouský důlní inženýr, pedagog a politik polské národnosti z Haliče, na počátku 20. století poslanec Říšské rady, v meziválečném období poslanec Sejmu.

## Biografie
Pocházel z rodiny spisovatele. Absolvoval právnickou fakultu Jagellonské univerzity a potom přešel na Báňskou akademii v Leobenu, kterou dokončil roku 1891. Získal titul důlního inženýra. Sloužil v rakousko-uherské armádě v Krakově. Byl poručíkem v záloze. Profesně působil na ministerstvu orby ve státní důlní správě. Přešel do vrchního hornického úřadu v Krakově. Potom zastával funkci c. k. důlního rady a předsedy revírního úřadu v Drohobyči. Zasloužil se o vznik důlní školy v slezské Doubravě. Měl rovněž zásluhy na založení Hornické akademie v Krakově s polským vyučovacím jazykem. V roce 1913 nastoupil mezi členy jejího organizačního výboru. Od listopadu 1913 byl na této škole jmenován pedagogem. Řádná výuka měla začít v roce 1914, ale plán byl přerušen vypuknutím světové války. Akademie tak byla otevřena až roku 1919. V době svého působení v parlamentu se uvádí jako vrchní důlní rada ve Vídni.
Působil také coby poslanec Říšské rady (celostátního parlamentu Předlitavska), kam usedl ve volbách do Říšské rady roku 1907, konaných poprvé podle všeobecného a rovného volebního práva. Byl zvolen za obvod Halič 54. Mandát obhájil ve volbách do Říšské rady roku 1911, nyní za obvod Halič 35.
V roce 1907 byl uváděn jako člen Národně demokratické strany, která byla ideologicky napojena na politický směr Endecja. Po volbách roku 1907 i 1911 byl na Říšské radě členem poslaneckého Polského klubu.
Jeho politická dráha pokračovala i v meziválečném Polsku. Od roku 1928 do roku 1930 byl poslancem polského Sejmu.
V roce 1921 se habilitoval v oboru horního práva na právnické fakultě Jagellonské univerzity a byl jmenován řádným profesorem na Hornické akademii v Krakově, kde vedl katedru práva. V roce 1932 odešel ze zdravotních důvodů do penze.